# 오드투알레트

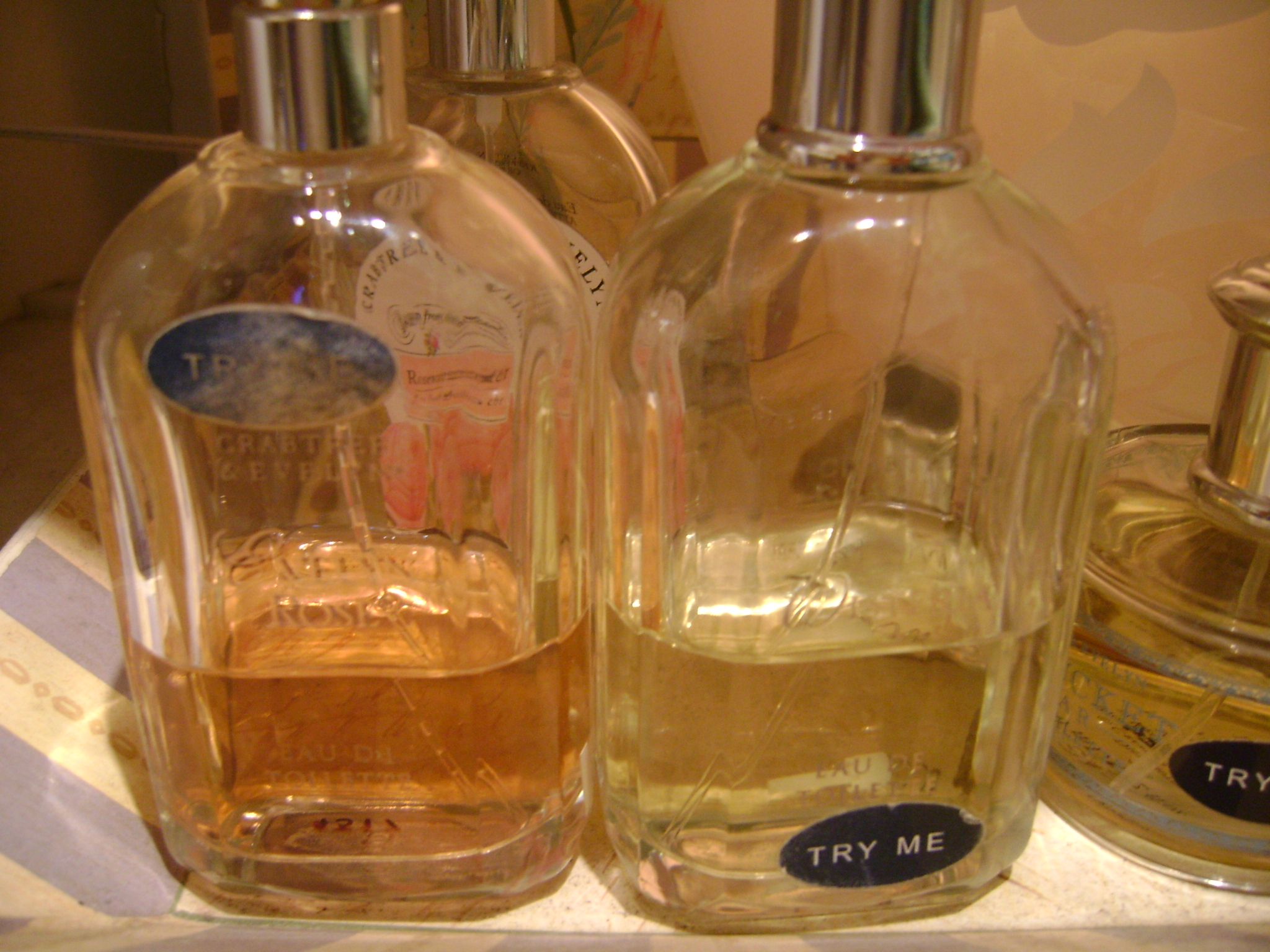
오드투왈렛 병.

오드투알레트(프랑스어: Eau de toilette)은 방향성 화장품 중 하나이다. 순도게 80%에서 85%에 해당한다.

## 역사
14세기에 오드콜로뉴의 전신인 헝가리의 오드투알레트(Eau de toilette)가 생산되었다.

## 참고 문헌
- Müller, Peter M., Perfumes: art, science, and technology, Springer, 1994, ISBN 0-7514-0157-9